# Onze-Lieve-Vrouwebroederskerk

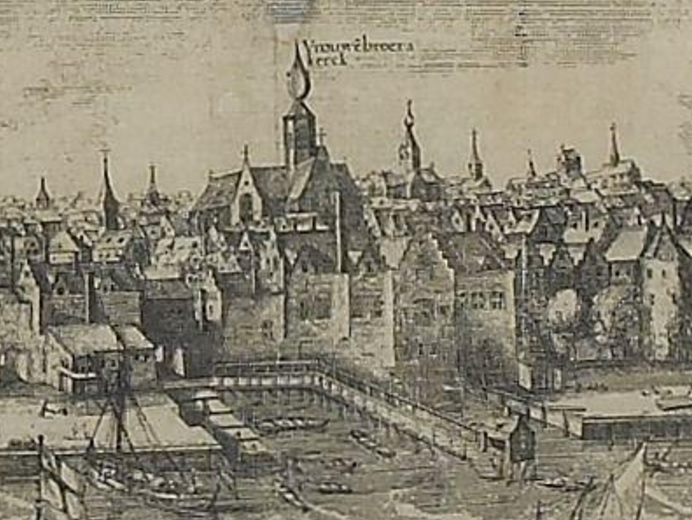
De Onze-Lieve-Vrouwebroederskerk rond 1630

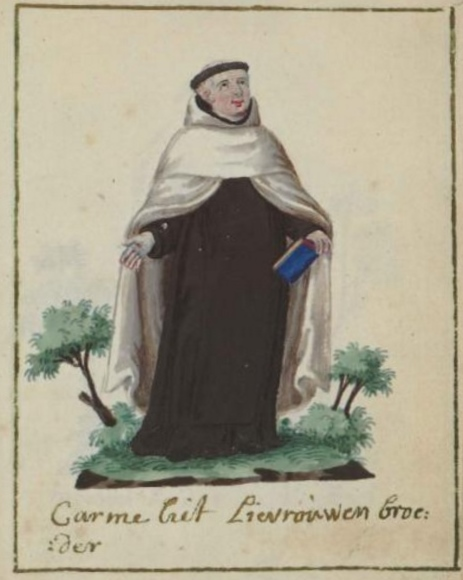
Antwerpse Karmeliet op het einde van de 18e eeuw

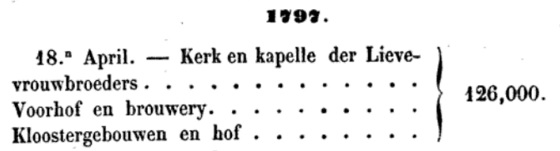
Opbrengst openbare verkoop

De Onze-Lieve-Vrouwebroederskerk was de kloosterkerk van het Karmelieten- of Onze-Lieve-Vrouwebroedersklooster, dat eertijds het hele blok tussen de Huidevetters- en Jodenstraat, Meir en Wapper in de stad Antwerpen omvatte. De kloosterlingen behoorden tot de orde der geschoeide Karmelieten, in deze contreien ook gekend als de Onze-Lieve-Vrouwebroeders. De Onze-Lieve-Vrouwebroeders, die sinds het einde van de 15e eeuw aanwezig waren in de stad Antwerpen, moesten hun klooster verlaten in 1795. De kerk en de kloostergebouwen werden gesloopt in 1798. Op de gronden van dit voormalig klooster bevinden zich thans de gebouwen van het Sint-Jan Berchmanscollege.

## Geschiedenis
De kerk van de Karmelieten (of Onze-Lieve-Vrouwebroeders) werd voltooid in 1623, nabij Peter Paul Rubens' woning aan de overzijde van de Wapper. Een hoofdaltaar kwam er dankzij Filips van Godines, heer van Cantecroy, ontvanger der financiën van de koning. In zijn testament bepaalde de edelman dat er in deze kerk op het hoogaltaar, een marmeren altaar moest opgericht worden met daarin een schilderij. Uit een ontwerpschets, bewaard in het Metropolitan Museum (New York), weet men dat Rubens het ontwerp maakte voor het schilderij, 'De triomf van de Eucharistie', én het geheel van dit prestigieuze project. De altaarconstructie in zwart en wit marmer, werd uitgevoerd door Hans van Mildert en was afgewerkt in 1638. Men weet niet of Rubens ooit aan de uitvoering van het altaarschilderij begonnen is, en dat het uiteindelijk werd uitgevoerd door Gerard Seghers rond 1642.

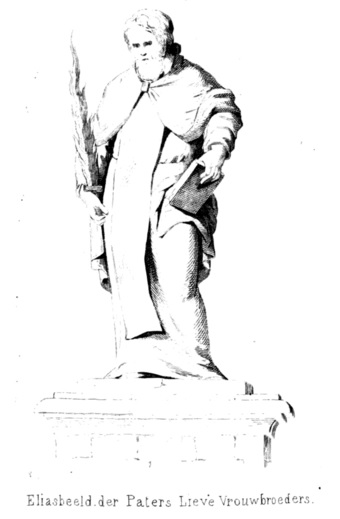
Elia beeld

In de Franse periode, in 1795, moesten de Onze-Lieve-Vrouwebroeders hun klooster verlaten en het marmeren altaar werd toen volledig afgebroken. De kerk en de kloostergebouwen werden gesloopt in 1798. In het Koninklijk Museum voor Schone Kunsten wordt een schilderij van Rubens bewaard, 'De Genadestoel', dat oorspronkelijk was opgesteld op het H. Drievuldigheidsaltaar van de kerk.
De volgende anekdote is verbonden met de afbraak en de plundering van de kerk en het klooster door de Fransen : de gevel van de kerk was getooid met een groot koperen beeld van de profeet Elia, de patroon van de orde der Karmelieten. De Fransen verkeerden in de waan dat er een schat met goud en edelestenen in het beeld lag opgesloten, en lieten het beeld uitbreken. Op 13 januari 1795 begonnen werklieden het metselwerk eruit te breken; groot was echter de ontgoocheling toen er enkel een koperen gesloten bus werd gevonden, met daarin een brief van de maker van het beeld, koperslager Antoni Joseph Dartevelle. Uit leedvermaak werd het volgende rijmvers gemaakt :
'Elias heeft de Fransen gekuld,
hy was vanbinnen met stenen gevuld'.
De kerk, de kloostergebouwen, de tuin en de brouwerij werden op 18 april 1797 op een openbare veiling te koop gesteld. Het goed werd verkocht voor een bedrag van 126.000 frs.

## Afbeeldingen

Afbeelding van de kerk en het klooster op schilderijen en stadsplannen
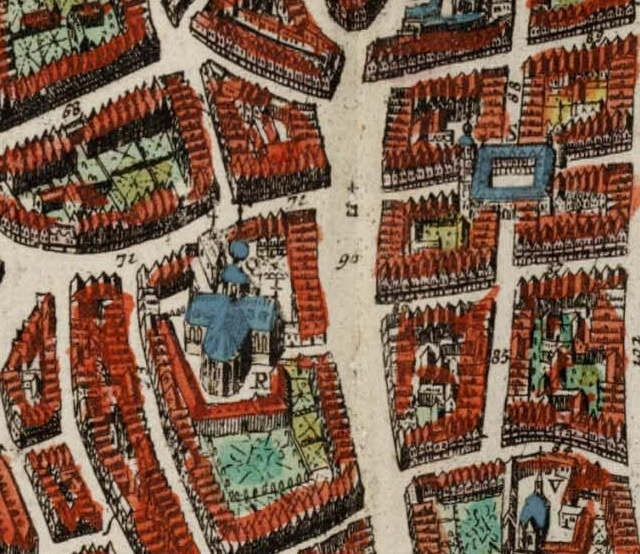
Op dit stadsplan uit 1649 van Joan Blaeu, is de kerk en het klooster te zien links van de Meir. De handelsbeurs is rechts van de Meir te zien
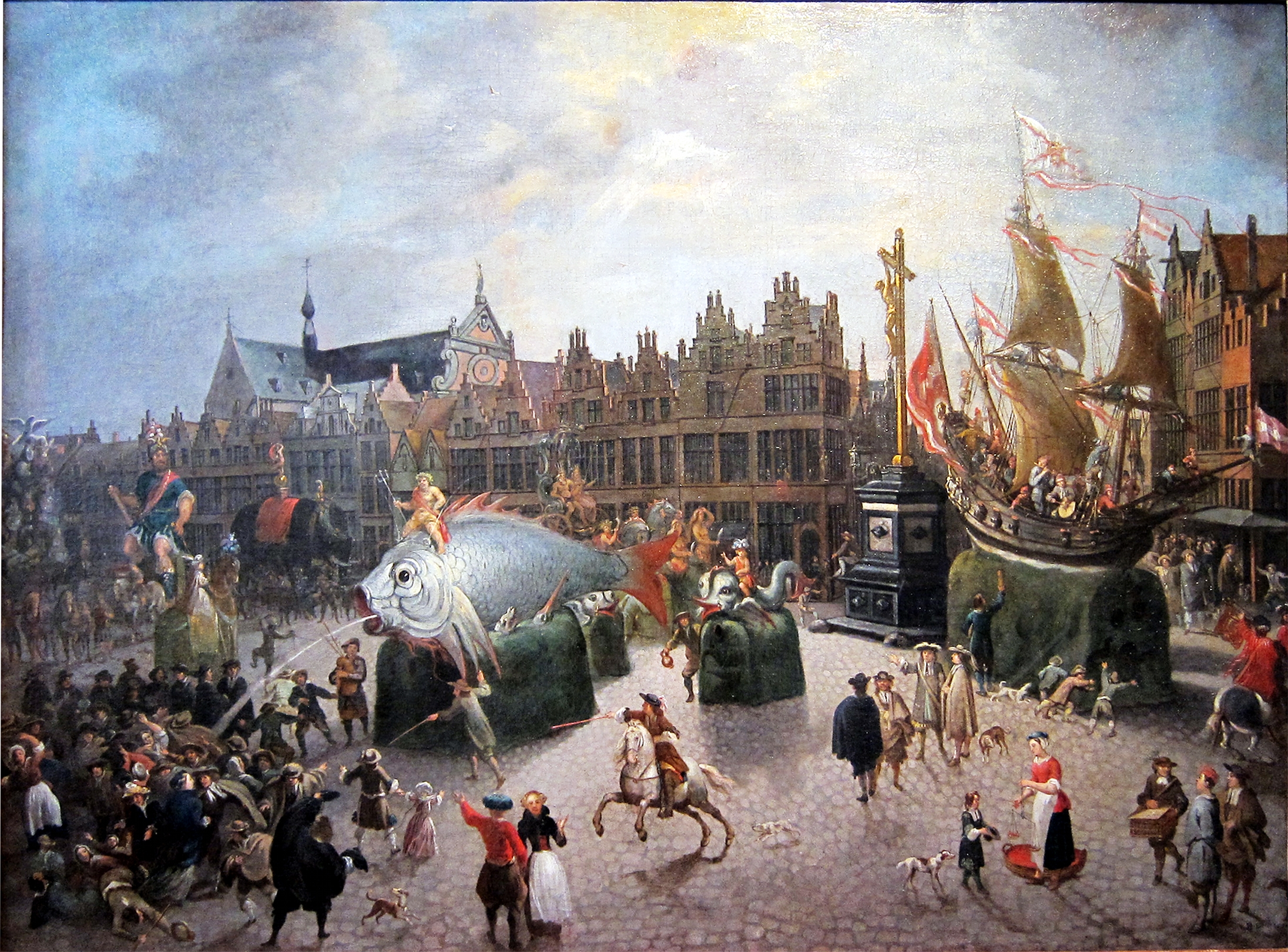
De façade van de kerk is te zien links achter de huizenrij op het schilderij 'Ommegang op de Antwerpse Meir' uit 1670 van de Antwerpse schilder Erasmus de Bie
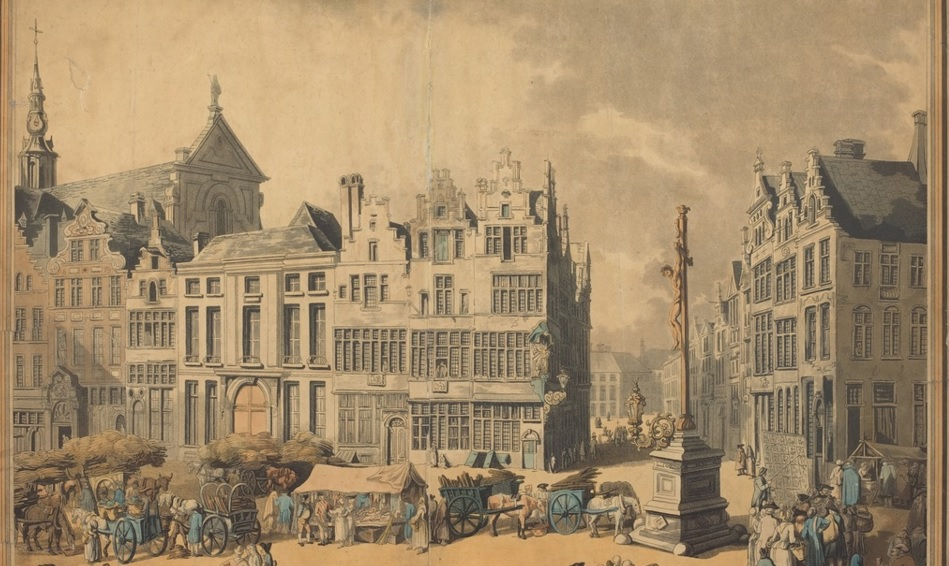
De kerk is links te zien op het schilderij 'Place de Meir at Antwerp, 1797' van de Engelse schilder Thomas Rowlandson.